# Menendo II de Portugal
Menendo González (-1008) fou comte de Galícia i comte de Portugal.
Corregent del regne de Lleó a la infantesa d'Alfons V de Lleó, del que fou tutor, la seva filla Elvira Menéndez de Melanda es casà vers el 1010 amb Alfons V de Lleó. Fou assassinat el 1008 per instigacions del seu enemic Munio Fernández.